# Luisa Bossa
Luisa Bossa (Ercolano, 11 novembre 1952) è una politica italiana.

## Biografia

### Attività politica
È stata sindaca di Ercolano per due mandati, dal 1995 al 2005, dapprima per il Partito Democratico della Sinistra e poi per i Democratici di Sinistra.
Alle elezioni regionali in Campania del 2005 viene eletta consigliera nelle liste dei Democratici di Sinistra, in provincia di Napoli.

#### Elezione a deputato
Alle elezioni politiche del 2008 è eletta alla Camera dei Deputati, nella circoscrizione Campania 1, nelle liste del Partito Democratico. Viene riconfermata anche alle successive elezioni politiche del 2013.
Il 25 febbraio 2017 prende parte alla scissione dell'ala sinistra del Partito Democratico, aderendo ad Articolo 1 - Movimento Democratico e Progressista.